# Ján Svetlík (pilot)
Ján Svetlík (12. června 1913 Sekule – 23. března 1939 severně od Uliče) byl slovenský bojový pilot.
Ján Svetlík v roce 1935 nastoupil na vojenskou akademii. 1. srpna 1937 byl vyřazen s hodností poručík. Když absolvoval letecký aplikační pilotní kurz, stal se 1. dubna pilotem.
V době vzniku Slovenského státu sloužil v 45. letce ve Spišské Nové Vsi.
Ján Svetlík zahynul 23. března 1939 při hloubkovém útoku na maďarské vojenské jednotky. Toho dne startoval v trojčlenném roji spolu s Martinem Danihelem a Jánem Hergottem. Jeho letadlo Avia B-534 však bylo zasaženo protiletadlovým dělostřelectvem. Stroj se vznítil a neovladatelný dopadl na zem. Později bylo zjištěno, že pilot utrpěl průstřel hlavy a zahynul ještě ve vzduchu.